# 盧漢卡

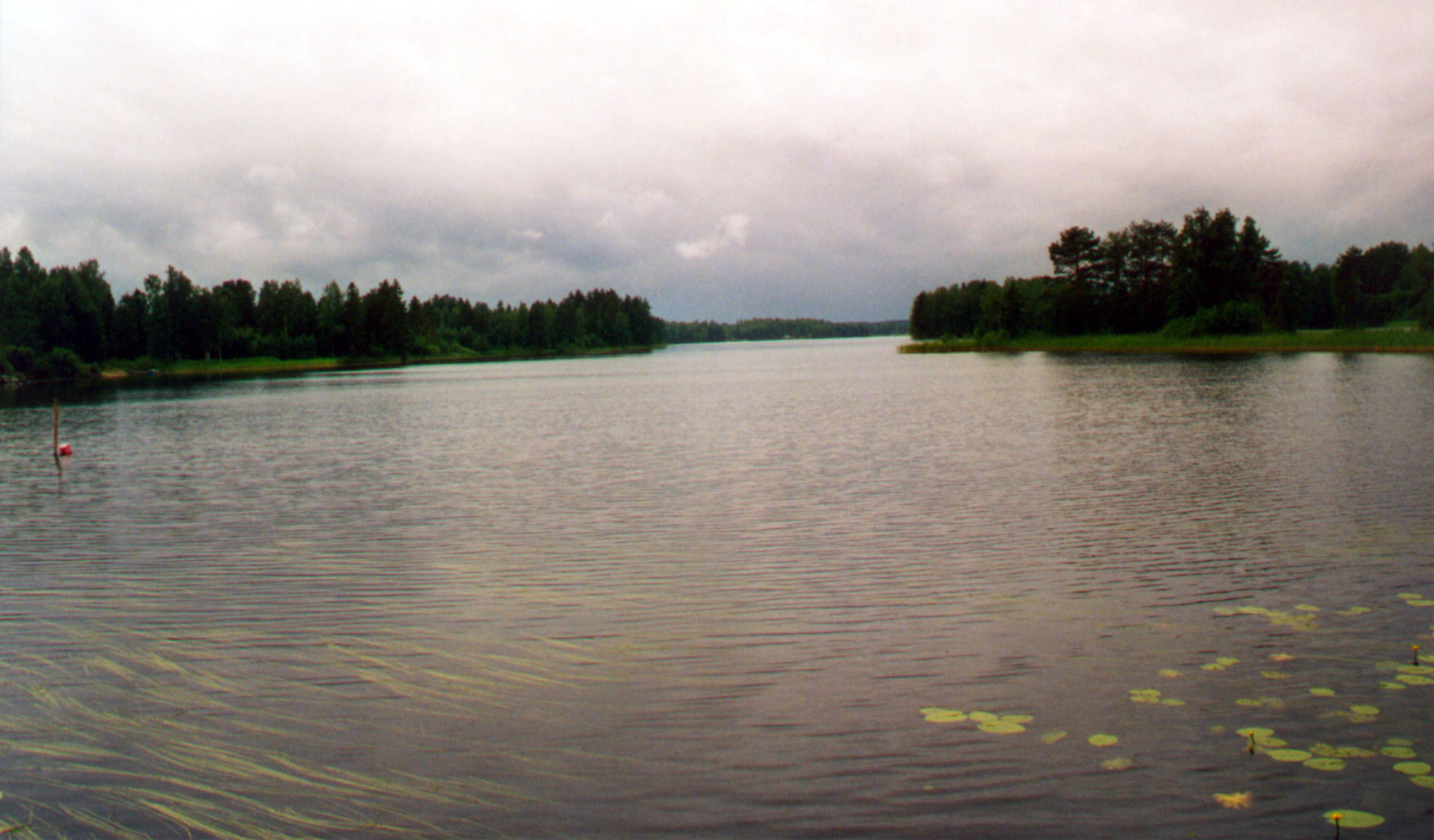

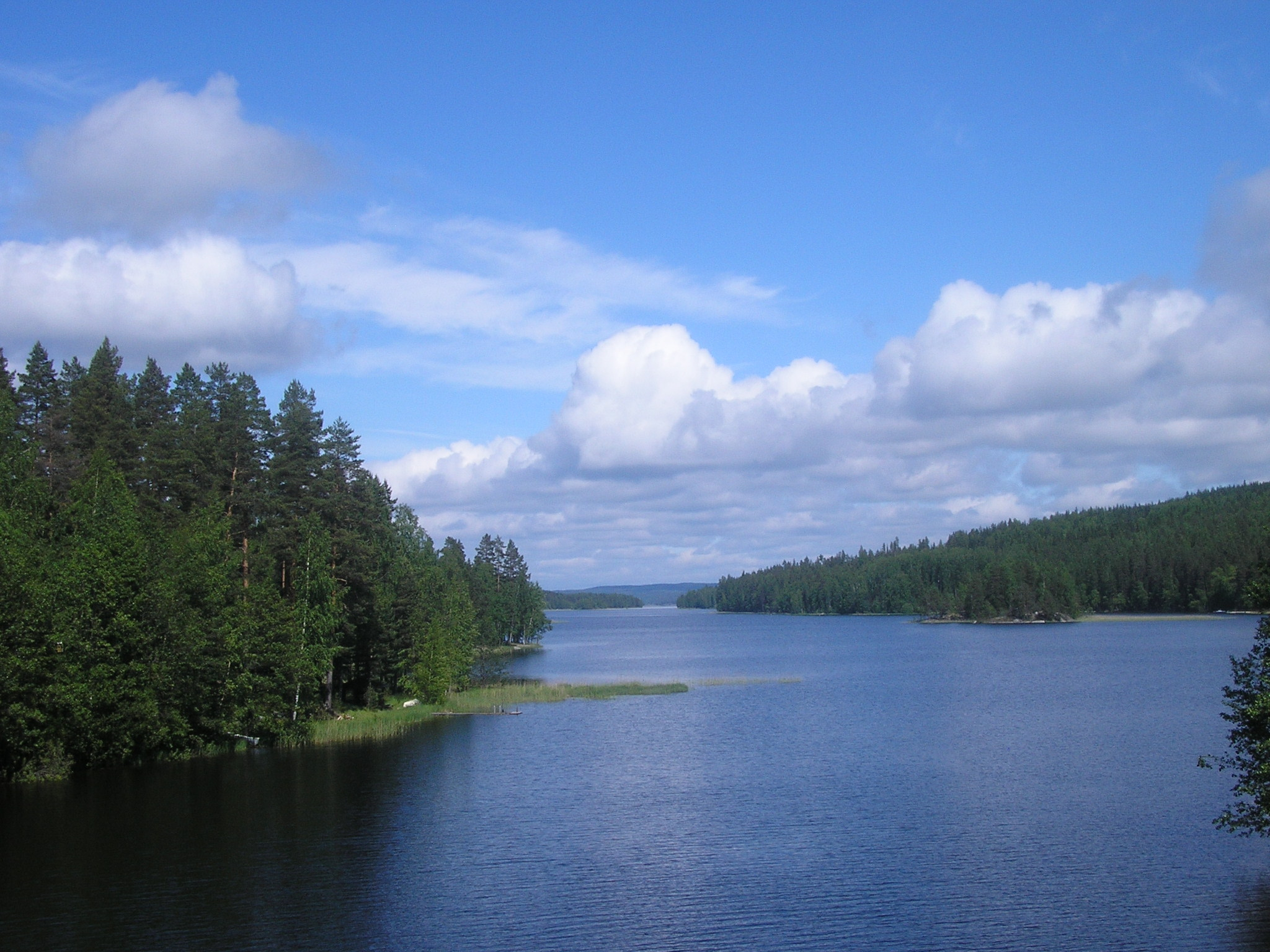

盧漢卡是芬蘭的城鎮，位於該國南部，由中芬蘭區負責管轄，始建於1864年，面積313平方公里，最高點海拔高度160米，2013年人口799，人口密度為每平方公里3.72人。

## 外部連結
- Municipality of Luhanka （页面存档备份，存于） – Official homepage （文）